# Meriones crassus
La rata de Sundevall (Meriones crassus) es una especie de roedor miomorfo de la familia Muridae.

## Distribución
Se encuentra en Afganistán, Argelia, Egipto, Irán, Irak, Israel, Jordania, Kuwait,  Libia, Marruecos, Nigeria, Arabia Saudita, Sudán, Siria y posiblemente Malí.

## Hábitat
Su hábitat natural son  los desiertos áridos.